# Манкузо, Кармело
Кармело Манкузо (итал. Carmelo Mancuso; род. 3 октября 1965, Палермо) — итальянский футболист, выступавший на позиции левого защитника. После завершения игровой карьеры — тренер.

## Биография и клубная карьера
Родился в Палермо 3 октября 1965 года, карьеру начал в местной любительской команде АМАТ в 1981 году, в период с 1982 по 1985 годы играл в «Мессине», затем в 1985 году перешел в клуб Серии А «Милан», в составе которого, однако, закрепиться не сумел, вернувшись в «Мессину».
В дальнейшем выступал за команды «Монца», «Лечче», «Джарре», «Про Патрия», «Асколи» и др. Завершил карьеру в 2002 году в клубе «Реал Мессина».

## Тренерская деятельность
В 2007 году Манкузо начал тренерскую карьеру, возглавив молодёжный состав «Мессины», с которым проработал до 2008 года.
В 2015 году возобновил карьеру тренера, став наставником своей бывшей команды «Джарре».
28 августа 2021 года специалист возглавил «Мессину», выступавшую в Серии D, однако уже 12 октября того же года был уволен после того, как коллектив под его руководством сумел набрать лишь одно очко в 5 матчах.